# Barwe (langue)
Pour les articles homonymes, voir Barwe.
Le barwe (ou balke, cibalke, chirue, rue) est une langue bantoue parlée par la population barwe, principalement au Mozambique, également au Zimbabwe où elle figure parmi les 16 langues officielles.
Le nombre de locuteurs était estimé à 17 000 en 2006.

## Langues proches
Il y a probablement une bonne inter-compréhension avec le nyungwe et le chisena.